# Иранская ассоциация информационно-библиотечного дела
Иранская ассоциация информационно-библиотечного дела (перс. انجمن کتابداری و اطلاع رسانی‎) — это общественная организация, которую представляют библиотечно-информационное сообщество, а также связанные с ним институты, включающие в себя образовательные и исследовательские центры, библиотеки, центры документов и архивы, а также библиотекарей, специалистов и студентов. Иранская ассоциация информационно-библиотечного дела была создана на основании постановления № 262 Совета по культурной революции и его инструкции по делопроизводству. Ассоциация начала свою деятельность с 2000 г. под руководством Министерства науки, исследований и технологий (отделение гуманитарных наук).

## Краткая история
Первое профессиональное объединение библиотекарей Ирана было создано в 1965 г. сразу после начала обучения библиотечному делу по новым программам в Тегеранском университете. Оно получило название — Ассоциация библиотекарей Ирана (АКТА). В 1979 г. вслед за изменениями, произошедшими в Иране после Исламской революции, в устав Ассоциации были внесены изменения. Новый устав был утверждён на общем собрании Ассоциации в сентябре 1979 г. Целый ряд внутренних проблем настолько ослабил Совет ассоциации, что в 1981 г. ему не удалось найти место для проведения ежегодного заседания. Таким образом, деятельность Ассоциации неофициально прекратилась. Ввиду необходимости переорганизации Ассоциации библиотекарей Ирана иранские библиотекари в сотрудничестве с Государственной библиотекой с 1998 г. начали предпринимать более решительные действия в данном направлении. Для того чтобы созвать первое общее собрание Ассоциации всем библиотекарям, студентам и выпускникам этого направления были разосланы общие приглашения, а преподавателям и учёным — именные. 20 февраля 1981 г. в зале собраний дворца культуры Нийаваран состоялось первое общее собрание Ассоциации.

## Миссии и задачи Ассоциации
В целом главной задачей Ассоциации является повышение общественного статуса специальности «библиотечно-информационное дело», а также создание на уровне страны необходимого русла для научного и практического роста библиотекарей, специалистов в области информационных технологий и всех занятых в этой сфере.
Главной обязанностью членов и Совета директоров Ассоциации является помощь в реализации этих задач путём создания необходимой атмосферы для коллективной деятельности.

## 7 базовых элементов Иранского библиотечно-информационного общества
1. Библиотеки, центры документов и архивы
2. Библиотечные и архивные источники
3. Пользовательская аудитория
4. Различные виды библиотечных услуг
5. Библиотекари и специалисты
6. Исследовательские центры в области библиотечного дела
7. Образовательные центры в сфере библиотечно-информационного дела

## Конференции, проведённые Ассоциацией
- Национальная конференция «Публичные библиотеки: факторы, препятствующие привлечению и расширению аудитории» (2015 г.)
- Национальная конференция «Каждая библиотека — это целая обсерватория» (2012 г.)
- «Предпринимательская деятельность и рынок труда в библиотечно-информационном деле» (2012 г.)
- Национальная конференция «Образовательные библиотеки: динамизация системы образования и участие в образовательном процессе» (2009 г.)
- «Менеджмент в области информационных наук: связи и взаимодействие» (2009 г.)
- Семинар Союза научных студенческих ассоциаций «Популяризация знания: перспективы, возможности, вызовы» (2008 г.)
- Конференция «Иранская ассоциация информационно-библиотечного дела» (2003 г.)

## Журналы, изданные Ассоциацией
Специализированный научный журнал Союза научных студенческий ассоциаций в сфере информационных технологий и науковедения Ирана